# Papa Malick Ba
(Papa) Malick Ba (* 11. November 1980 in Pikine) ist ein ehemaliger senegalesischer Fußballspieler.

## Karriere
Ba spielte in seiner Jugend in einem Ausbildungszentrum in Dakar, bevor er 1997 vom erfolgreichen tunesischen Fußballverein Club Sportif Sfaxien aus Sfax unter Vertrag genommen wurde. Seit 2000 war er dort Stammspieler und gewann mit dem Verein 2005 die tunesische Meisterschaft.
Im Juli 2005 verpflichtete ihn der Schweizer Meister FC Basel für drei Jahre.
Nachdem sein Vertrag im Sommer 2008 ausgelaufen war, war Ba bis Februar 2009 ohne Verein, als ihn Dinamo Bukarest verpflichtete. Im Sommer wechselte er schließlich nach Frankreich zum FC Nantes, der gerade in die Ligue 2 abgestiegen war. Im Sommer 2012 wurde sein Vertrag nicht verlängert und er war ein halbes Jahr ohne Verein. Anfang 2013 wechselte er zum FC Mulhouse, wo er bis Sommer 2016 unter Vertrag stand, danach beendete er seine Karriere.

## Titel und Erfolge
Club Sportif Sfaxien
- Tunesischer Meister: 2005

FC Basel
- Schweizer Meister: 2008
- Schweizer Cupsieger: 2007, 2008
- Uhren Cupsieger: 2006, 2008